# DN38
De DN38 (Drum Național 38 of Nationale weg 38) is een weg in Roemenië. Hij loopt van Agigea via Negru Vodă naar Bulgarije. De weg is 54 kilometer lang.

## Europese wegen
De volgende Europese weg loopt met de DN38 mee:
- Agigea - Bulgarije